# Limmer
Limmer è una frazione (Stadtteil) della città di Hannover, nel land della Bassa Sassonia, in Germania.

## Storia
Già comune autonomo nel circondario di Linden, fu soppresso e incorporato a Linden il 1º aprile 1909. Il 1º gennaio 1920 Limmer, insieme con Linden, fu unito ad Hannover.
Forma, insieme con Linden, il quartiere (Stadtbezirke) di Linden-Limmer.